# Delia piniloba
Delia piniloba este o specie de muște din genul Delia, familia Anthomyiidae, descrisă de Hsue în anul 1981. Conform Catalogue of Life specia Delia piniloba nu are subspecii cunoscute.